# Euphémiosz konstantinápolyi pátriárka
Euphémiosz (ógörögül: Εύφήμιος, latinul: Euphemius), (? – 515) konstantinápolyi pátriárka 490-től 496-ig.
Ortodox hitű pátriárkaként kormányozta Konstantinápolyt, de nem töröltette ki Akakioszt és Flavitasz neveit az egyházi könyvekből, ezért III. Félix és I. Geláz pápa kiközösítette az egyházból. Ellentétbe került I. Anastasius bizánci császárral is, és 496-ban száműzték Konstantinápolyból. Ankürában hunyt el 515-ben.